# Batrachoidinae
Sous-famille
Les Batrachoidinae sont une sous-famille de poissons de la famille des Batrachoididae.

## Liste des genres
Selon ITIS (1 novembre 2018) :
- genre Allenbatrachus Greenfield, 1997
- genre Amphichthys Swainson, 1839
- genre Austrobatrachus Smith, 1949
- genre Batrachoides Lacepède, 1800
- genre Batrachomoeus Ogilby, 1908
- genre Batrichthys Smith, 1934
- genre Bifax Greenfield, Mee & Randall, 1994
- genre Chatrabus Smith, 1949
- genre Halobatrachus Ogilby, 1908
- genre Halophryne Gill, 1863
- genre Opsanus Rafinesque, 1818
- genre Perulibatrachus Roux & Whitley, 1972
- genre Potamobatrachus Collette, 1995
- genre Riekertia Smith, 1952
- genre Sanopus Smith, 1952
- genre Triathalassothia Fowler, 1943

## Publication originale
- Jordan, 1896 : Notes on fishes, little known or new to science. Proceedings of the California Academy of Sciences, sér. 2, vol. 6, pp. 201–244 (texte intégral).